# Santa Magdalena
Santa Magdalena est une localité de la province de Sorsogon, aux Philippines. En 2015, elle compte 16 848 habitants.